# 862 Franzia
862 Franzia, asteroid glavnog pojasa. Otkrio ga je Max Wolf, 28. siječnja 1917.

## Vanjske poveznice
- Minor Planet Center